# 南部興行
南部興行株式会社（なんぶこうぎょう）は、岩手県盛岡市菜園2丁目2-2に本店を置く映画興行会社。盛岡市で映画館の盛岡ルミエール1・2と盛岡ピカデリーを経営している。また、かつては同市内で盛岡SY内丸、盛岡名劇を、秋田県秋田市でシネマコンプレックスのルミエール秋田を、それぞれ経営していた。

## 歴史
1962年（昭和37年）10月1日、小暮重信が代表取締役を務める東北映画によって、SY内丸座の経営のために南部興行株式会社が設立された。小暮重信がSY内丸座の興行権を譲り受けたことに起因する。設立時の資本金は100万円。
南部興行はその後、盛岡市の映画館通りに盛岡ピカデリー、盛岡名劇、盛岡ルミエールを開館させた。1994年（平成6年）に社長の小暮重信が70歳で死去したことで、松竹で不動産部次長を務めていた息子の小暮信人が南部興行の社長に就任した。小暮重信がオーナーを務めていた盛岡友愛病院の会長も引き継いでいる。小暮信人が映画館と病院の双方の経営に関わっていることを活かし、盛岡友愛病院では定期的に『男はつらいよ』などの映画が上映される。1996年（平成8年）にはSY内丸を閉館させた。
社長の小暮信人は2004年（平成16年）から2007年（平成19年）までみちのく国際ミステリー映画祭の実行委員長を務め、2010年（平成22年）から2016年（平成28年）まで盛岡商工会議所の副会頭を務めた。2021年（令和3年）には盛岡市勢振興功労者に選ばれた。

## 営業中の映画館

### 盛岡ルミエール
盛岡ルミエール（もりおかルミエール）は、岩手県盛岡市菜園2丁目2-2 ルミエールビルにある映画館。3階に「ルミエール1」（78席）、5階に「ルミエール2」（69席）がある。4階に映写室があり、二枚の鏡に光を反射させてから2つのスクリーンに映写している。

#### 歴史
1987年（昭和62年）10月に開館した。ルミエールという名称は映画の創始者であるリュミエール兄弟に由来しており、映画評論家の淀川長治が命名した。

#### 施設
開館当初はミニシアター系の作品が多く上映されていたが、近年は丸の内ピカデリー2・3系列の邦画・洋画を中心に上映している。
| スクリーン  | 座席数 |
| ----------- | ------ |
| ルミエール1 | 78席   |
| ルミエール2 | 69席   |

### 盛岡ピカデリー
盛岡ピカデリー（もりおかピカデリー）は、岩手県盛岡市中央通1-8-13にある映画館。176席の1スクリーンを有する。
開館当初から2017年（平成29年）5月まで、入口上方には看板職人の小笠原正治による手描き絵看板が掲げられていた。2016年（平成28年）には小笠原が文化庁長官表彰を受けている。小笠原は2017年10月に死去したため、以後はデジタル印刷式による看板が掲示されている。

#### 歴史
1969年（昭和44年）、盛岡市中央通の中央ビル地下に盛岡ピカデリーが開館した。主に丸の内ピカデリー系の作品を多く上映、「映画館通り」の一角をなす映画館として長らく営業していた。2009年（平成21年）1月31日、観客数の減少を理由に閉館した。最後の上映作は『サウンド・オブ・ミュージック』。
2009年（平成21年）初頭には盛岡ルミエールで上映した映画『おくりびと』が大ヒットし、同館だけでは観客を捌ききれなくなったため、2月26日には盛岡ピカデリーでの営業を暫定的に再開し、その後も話題作を中心に同館で上映するようになった。当初は盛岡ルミエールの別館のような位置づけだったが、現在は南部興行の主力館となっている。2021年（令和3年）時点では主に東映系の映画を上映。

## 閉館した映画館

### 盛岡SY内丸
盛岡SY内丸（もりおかエスワイうちまる）は、岩手県盛岡市内丸17-33にあった映画館。岩手県最大の480席を有していた。

#### 歴史
- 1916年（大正5年） - 開館。
- 1996年（平成8年）5月 - 閉館。

### 盛岡名劇
盛岡名劇（もりおかめいげき）は、岩手県盛岡市大通2-4-22にあった映画館。2スクリーンを有していた。

#### 歴史
1974年（昭和49年）に「盛岡日活」として開館。しかし、盛岡日活は1977年（昭和52年）にわずか3年で撤退。2年後の1979年（昭和54年）に南部興行が跡地を活用する形で「盛岡名劇」を開館させた。
2009年（平成21年）1月31日に盛岡ピカデリーと同時に閉館。しかし、近隣でシネマコンプレックス「フォーラム盛岡」を運営していた株式会社フォーラム運営委員会が運営を引き継ぎ、同館の姉妹館「アートフォーラム」として再開館した。盛岡ピカデリーも前述の通り再開した為、結果的に両館の閉館は逃れられた。
| スクリーン  | 座席数 |
| ----------- | ------ |
| スクリーン1 | 110席  |
| スクリーン2 | 111席  |

### ルミエール秋田
ルミエール秋田（ルミエールあきた）は、秋田県秋田市東通仲町4-1 秋田拠点センターアルヴェ2階にあったシネマコンプレックス。5スクリーンを有していた。

#### 歴史
2004年（平成16年）7月16日、パンテオンシネマズAKiTAの名称で開館したが、わずか1年3ヵ月で運営会社が撤退し、その後は有志が暫定的に駅の映画館 AKiTAシアターという名称で営業していた。2006年11月18日には南部興行が経営を引き継ぎ、2007年4月25日にルミエール秋田に改称した。
しかし、南部興行がアルヴェの民間棟を管理・運営する秋田新都心ビルとの契約を更新しなかったため、2020年5月16日で閉館した。跡地について秋田新都心ビルの末廣健二社長は、「秋田駅周辺のにぎわいのためにも映画を楽しめる場は残す。現在、協力できる企業と交渉を進めている。7月下旬までには新たな形で営業を始められるようにしたい」と話している。
跡地には2020年（令和2年）12月25日にAL☆VEシアターが開館した。